# Kontaktvinkel
Kontaktvinklen er den vinkel, en væske og gas danner med en fast overflade. Et typisk eksempel er kontaktvinklen en vanddråbe danner på en overflade; hvis vinklen er lille, kaldes overfladen for hydrofil, mens overfladen er hydrofob, hvis kontaktvinklen er stor.
Kontaktvinklen er et kvantitativt mål for en overflades befugtningsevne. Et givent system af væske, gas, og fast overflade ved en given temperatur og et givent tryk har ved ligevægt en unik kontaktvinkel. I praksis er der dog hysterese, så kontaktvinklen har et minimum, når væsken trækker sig tilbage (receding contact angle), mens den har et maksimum, når væsken bevæger sig fremad (advancing contact angle).